# Gy (Haute-Saône)
Gy é uma comuna francesa na região administrativa de Borgonha-Franco-Condado, no departamento de Alto Sona. Estende-se por uma área de 24,6 km². Em 2010 a comuna tinha 1 041 habitantes (densidade: 42,3 hab./km²).